# 証人 (2008年電影)
《証人》是一部於2008年出品的香港警匪驚悚動作電影，由林超賢擔任執導，董瑋任動作設計，以及由謝霆鋒、張家輝、廖啟智、張靜初和姜皓文擔任演出。在各個電影頒獎禮中榮獲多個獎項。劇情創作靈感來源於墨西哥著名導演阿利安卓·崗札雷·伊納利圖於2000年執導的電影《愛是一條狗》。
本片為第59屆柏林國際電影節「國際新電影論壇」參展作品。
為紀念配角廖啟智因患癌病逝，無綫電視安排於2021年4月3日晚上8時30分於翡翠台以《永遠懷念您 廖啟智：証人》節目標題名義重播此電影。

## 劇情
香港元朗區特別職務隊A組警長唐飛剛結束一場緝匪行動，偶然在街上撞見當日早上劫囚脫逃的搶劫金行之重大嫌犯張日東的逃跑汽車，立刻陪搭檔新爺開車追緝。當追車到一條十字路口時，一輛吉普車從橫面直衝過來造成嚴重車禍。張日東一夥棄車，在路邊搶走當時下車通電話的檢控官高敏的車繼續逃亡，唐飛對汽車打中三槍使車失控撞上路杆，從而導致没係上安全带的張日東頭部直撞玻璃而深度昏迷。然而，唐飛突然發現車後箱裏躺著高敏的女兒丁儀，其身中他所射擊的三槍而奄奄一息。現場傷者集體送醫後，丁儀在手術裏重傷不治，使唐飛與高敏兩人都悲痛萬分。
三個月後，唐飛調職退出一線，開始秘密接近並照看高敏的小女兒丁玲，她和姐姐丁儀為雙胞胎而長相一樣，而且並不知道姐姐已死的事情。高敏為了幫死去女兒討回公道，擔任審理張日東案子的檢控官，獲取張日東一年前打劫金行時在現場流出的血液樣本作為關鍵物證。但張日東在外的同夥為了使他能無罪釋放，花錢雇傭一名從過氣拳王改行為殺手的洪荊，在小學母親節外出用餐期間趁機綁走她的女兒丁玲。在餐廳附近的唐飛得知丁玲遭綁架後，和洪荊發生衝突卻因頭部舊傷而跟丟，高敏隨後接到電話，對方威脅交出血液樣本並確保張日東無罪釋放。洪荊將丁玲帶回家後看管後，也要照料全身癱瘓、無法說話的妻子亞麗。為了得到足夠金錢以還清他欠下的債務以及籌夠妻子的治療費用，洪荊只好服從雇主的命令看管丁玲。
為了拯救丁玲，唐飛開始四處奔走尋求幫助，也要避免讓上級知道而靠新爺的人脈來追查。尋獲打給高敏的不明人士所扔掉的電話卡後，唐飛去請求曾經被他罵過無數次的表哥兼前下屬大咪幫忙，為以前的粗暴態度道完歉後才讓他答應幫忙。高敏的手機收到被囚禁的丁玲短片的短訊，大咪得以將短訊發送地點鎖定在一個區域。另一方面，洪荊因為家中下水道堵塞、加上長期放任不管而受到鄰居叫警察前來投訴，只能將丁玲轉移至位於樓下的亞麗臥室。丁玲於期間去向亞麗求救，由於亞麗無法動彈，丁玲只能自己打電話向母親求救，但還沒來得及喊出窗外的地名就被洪荊抓回去。這時，亞麗身體開始劇痛，架子上一系列處方藥瓶也不慎摔在地上，使多種膠囊混在一起。洪荊因為眼睛舊傷而看不清膠囊顏色，只能找丁玲將所有藥對應顏色一一歸類後，才挽救亞麗一命。
唐飛在區域裏夜以繼日地排查，和他一起行動的新爺幫忙買午餐時，剛好在餐廳裏撞見來買飯的洪荊。新爺靠唐飛遇見過的灰眼特徵靠短訊通知唐飛，而洪荊感覺到他被跟蹤後從後門逃跑，經過一場驚險的街道追逐後，洪荊受多數刑警的圍捕之下還是逃之夭夭。這件事導致綁匪決定傷害丁玲以對高敏實施懲罰，高敏跑來痛斥唐飛時，卻剛好讓唐飛注意到短片裏所拍到的紅色霓虹燈招牌。通過爬上樓觀測到丁玲後，唐飛立刻跟新爺上樓，而洪荊也被迫帶著丁玲、丟下亞麗跑到一家私人診所。當洪荊奉命對丁玲實施切掉一隻手來威懾高敏時，卻得知亞麗被唐飛等人看守而被迫停手。由於亞麗無法說話，唐飛等人只能叫來救護車將她送醫，但洪荊帶著丁玲偷偷上車後，在隧道裏挾持並搶跑救護車，被丟在路邊的新爺暗中將自己手機留在車上以便追蹤。
大咪通過追蹤新爺的手機訊號，通知唐飛跟到洪荊藏身的一座棄置海水淡化廠裏。洪荊為了救妻子而急切想完成任務，出去探查期間，亞麗幫忙拉松丁玲的繩子，讓她跑掉後遇見唐飛。高敏剛想向綁匪交貨，接到唐飛來電告知女兒已經得救，便當機立斷用證據指證張日東而使他罪名成立。唐飛和洪荊於激烈打鬥過程中，使得丁玲被頂上的沙石活埋，唐飛用力打昏洪荊後將昏迷不醒的丁玲救出，在哭喊之中將她救醒。這時，洪荊因頭部重擊而徹底喪失視覺，放棄掙扎後請求唐飛能帶他回去妻子身邊。
洪荊和亞麗含淚團圓後，夫妻倆回憶起三個月前發生爭執、外出散步時，為了躲避討債人士而搶一輛吉普車逃亡。然而亞麗在逃亡路上發現臨盆將近，使得洪荊為了趕去醫院而全速行駛，無視前方紅燈而撞上當時發生追逐的唐飛和張日東的車。夫妻倆緊接著撞上鋼筋，使洪荊眼睛受創，亞麗也失去孩子變成植物人。唐飛、洪荊和高敏三人因這場車禍而交匯且改變一生；唐飛緊接著呼叫警察增援，亞麗被送去治療以外，洪荊則被捕接受法律制裁。獲救的丁玲平安回到高敏身邊而母女團聚，使唐飛徹底贖清罪過。

## 演員
| 演員                      | 角色       | 介紹 |
| 謝霆鋒                    | 唐飛       | 前元朗特別職務隊A組警長，辦案執著、獨斷專行、脾氣不好，行動哪怕出一點小差錯都會責罵犯錯的下屬，緝匪任務裏不慎打死高敏大女兒丁儀後自行調職。    |
| 張家輝                    | 洪荊       | 過氣拳王，後轉行為替黑道做事的殺手，順便照顧淪為植物人的妻子，眼睛受過創傷導致右眼失明且看不清顏色，後來受張日東手下所聘用綁架丁玲以威脅高敏。 |
| 張靜初                    | 高敏       | 香港法院的檢控官，育有两个女儿，離婚後撫養大女兒丁儀。因工作繁忙無法照顧女兒，後來還因分心而使女兒不幸喪命，因此自願負責審理張日東的案子。     |
| 廖啟智                    | 郭耀新     | 外號「新爺」，唐飛的下屬兼拍擋，追捕張日東發生車禍引致瘸腿後晉升警長。                                                                         |
| 苗圃 （香港配音：關詠荷） | 亞麗       | 洪荊的妻子，因車禍而引致永久癱瘓及失去腹中骨肉，躺在家裡受洪荊照顧。                                                                           |
| 姜皓文                    | 張日東     | 劫匪頭目，一年前打劫金行且射殺護衛，被捕後處心積慮想逃離法律制裁，是造就所有悲劇的罪魁禍首。                                                   |
| 黄心妍                    | 丁儀       | 高敏大女兒，父母離異後跟母親住，坐母親車上學時意外牽連進張日東逃亡事件，乃至不幸被唐飛誤殺。                                                   |
| 黄雪妍                    | 丁玲       | 高敏小女兒，勇敢堅強的女孩，並不知道姐姐已故，這次被洪荊绑架作為威脅高敏的人質。                                                               |
| 章賀                      | 丁浩       | 高敏的前夫，因為外遇緋聞問題而和高敏離婚。 |
| 鍾舒漫                    | 靚妹       | 女警員，唐飛的下屬，擅長證物分析。 |
| 郭政鴻                    | 大咪       | 唐飛的表哥兼前下屬，習慣熬通宵，對辦案漫不經心，多次受唐飛訓斥後被調職。                                                                       |
| 劉江                      | 星洲全     | 洪荊的老夥伴兼黑道中介人。 |
| 張同祖                    | 李專員     | 律政司刑事檢控專員。 |
| 林兆霞                    | 蛋糕班導師 | |
| 羅天池                    | 男警員     | |
| 萬斯敏                    | 女人質     | |

## 工作人員
- 導演：林超賢
- 出品人：楊受成、宋岱
- 監製：林超賢、梁鳳英、利雅博、張康達
- 編劇：吳煒倫
- 攝影指導：張文寶（HKSC）、謝忠道 （HKSC）
- 剪接：陳祺合（HKSE）
- 主題曲：可以．可以嗎(原歌名:懸崖)
- 作曲：時劍波
- 填詞：時劍波
- 主唱：謝霆鋒
- 原創音樂：黎允文
- 動作指導：董瑋
- 飛車指導：羅禮賢
- 美術總監：邱偉明
- 音響設計：聶基榮、鄭穎園、黃大衞

## 獎項及提名
| 獎項                       | 類別         | 名字                   | 結果                |
| -------------------------- | ------------ | ---------------------- | ------------------- |
| 第28屆香港電影金像獎       | 最佳編劇     | 吳煒倫 、林超賢        | 提名                |
| 第28屆香港電影金像獎       | 最佳男主角   | 張家輝                 | 獲獎                |
| 第28屆香港電影金像獎       | 最佳男配角   | 廖啟智                 | 獲獎                |
| 第28屆香港電影金像獎       | 最佳剪接     | 陳祺合                 | 提名                |
| 第28屆香港電影金像獎       | 最佳音響效果 | 鄭穎園、聶基榮、黃大衛 | 提名                |
| 第15屆香港電影評論學會大獎 | 推薦電影     | 《証人》               | 七電影之一          |
| 第15屆香港電影評論學會大獎 | 最佳男演員   | 張家輝                 | 獲獎                |
| 第46屆金馬獎               | 最佳男主角   | 張家輝                 | 獲獎 (與黃渤並列)   |
| 第46屆金馬獎               | 最佳動作指導 | 董瑋、羅禮賢           | 提名                |
| 第3屆亞洲電影大獎          | 最佳男主角   | 張家輝                 | 提名                |
| 第3屆亞洲電影大獎          | 最佳剪接     | 陳祺合                 | 提名                |
| 第53屆亞太影展             | 最佳男主角   | 張家輝                 | 獲獎                |
| 第10屆長春電影節           | 最佳男主角   | 張家輝                 | 獲獎 (與王学圻並列) |

## 外部連結
- 新浪网专题 （页面存档备份，存于）
- 開眼電影網上《証人》的資料（繁體中文）
- 豆瓣电影上《証人》的資料 （简体中文）
- 时光网上《証人》的資料（简体中文）
- AllMovie上《証人》的资料（英文）
- 爛番茄上《証人》的資料（英文）
- 香港影庫上《証人》的資料（繁體中文）
- 互联网电影数据库（IMDb）上《証人》的资料（英文）